# Гречищине
Гречищине (до 2025 — Гречишкине) — село в Україні, у Новоайдарській селищній громаді Щастинського району Луганської області. Населення становить 1 035 осіб.

## Історія
Гречищине засноване на початку XVII століття. Археологічні розкопки виявили в околицях села кургани і поселення епохи бронзи. (рос.)
05 червня 2025 року відповідно до Постанови Верховної Ради України № 4483-IX село Гречишкине було перейменовано на село Гречищине. Постанова набула чинності 18 червня 2025 року.

## Населення

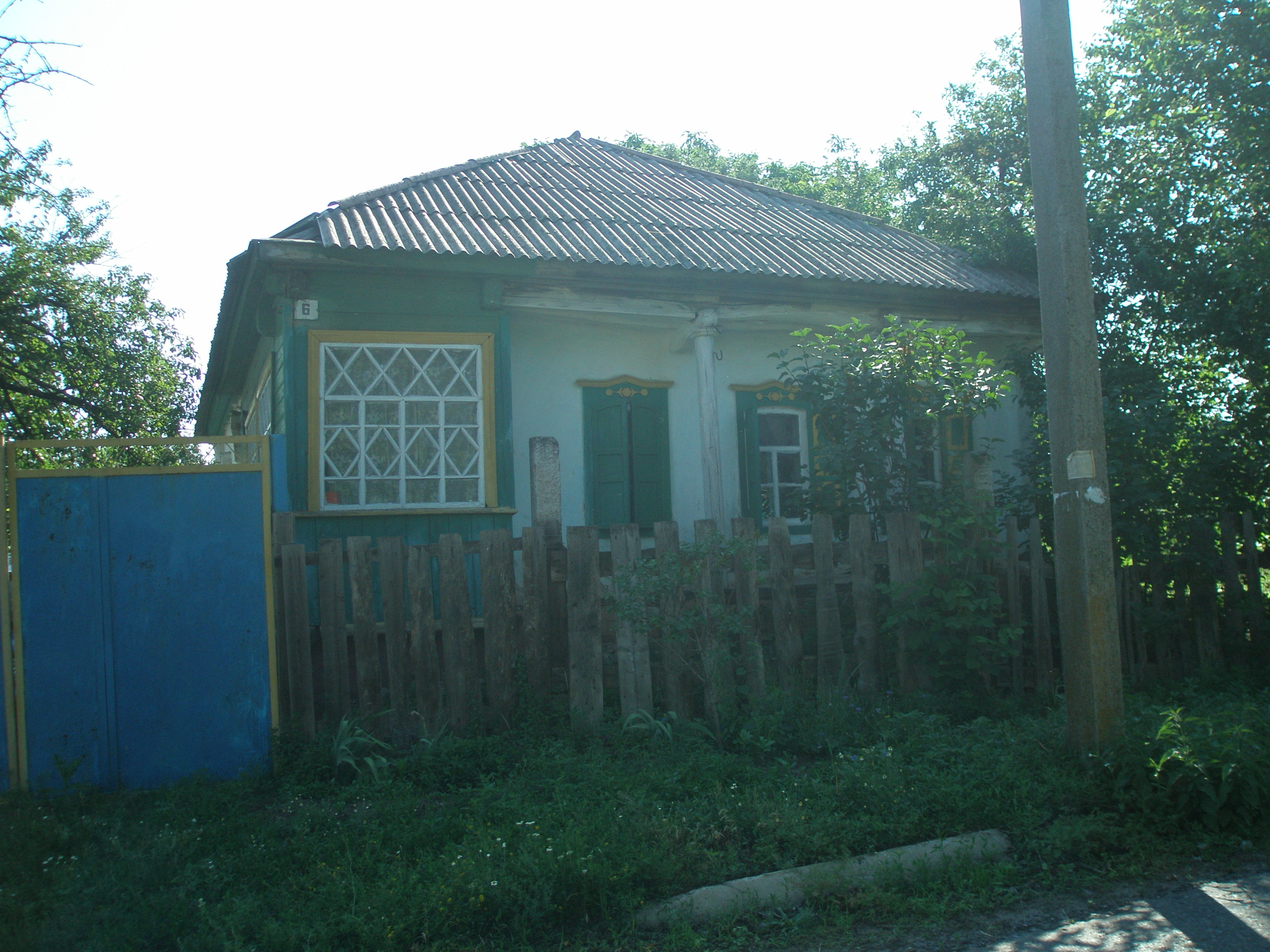
Хата із віконницями

За даними перепису 2001 року населення села становило 1549 осіб, з них 13,56 % зазначили рідною українську мову, 85,28 % — російську, а 1,16 — іншу.

## Відомі люди
- Гречишкин Павло Петрович — військовий і громадський діяч, священик, журналіст, редактор, видавець, організатор і настоятель перших українських парафій у Франції; козак Армії УНР.

## Новітня історія
8 червня 2015-го загинув опівночі поблизу села Гречишкине Новоайдарського району у бойовому зіткненні розвідувальної групи з ДРГ терористів «ЛНР» старший солдат 130-го батальйону Андрій Брік — зазнав смертельного поранення. Бій, у ході якого застосовувалася стрілецька зброя, тривав 45 хвилин.

## Географічне положення
Розташоване за 22 км від центру громади, селища Новоайдар. Найближча залізнична станція - Новоайдар за 25 км. Площа населеного пункту - 792,6 га.

## Історія заснування
Село Гречишкіне було засноване біглим козаком Іваном Гречишкиним, який оселився у лісі неподалік від озера. цю територію у народі називають мілованова. за верству від Мілованової проходив Чумацький шлях і Гречишкин обмінював у чумаків необхідні йому продукти. Він з родиною пересилився сюди. Було у Гречишкина семеро синів і одна дочка. Незабаром він одружив синів на дівчатах із сусідніх селищ - Трехизбенки та Райгородка.